# روبرت لامبیون
روبرت لامبیون، اتحادیه‌گرا بلژیکی، در ۲۵ سپتامبر ۱۹۱۴ در سُرین(به فرانسوی: Seraing) بلژیک متولد شد و در ۲۶ اوت ۱۹۸۳ در همین شهر درگذشت. فعالیت سیاسی وی مربوط به دورانی است که او اتحادیه‌گرا بود. در مدت اشغال بلژیک توسط آلمان، لامبیون در فعالیت‌های سیاسی از قبیل اعتصاب ۱۰۰۰۰۰ نفری می در سال ۱۹۴۱ شرکت کرد.پس از پایان جنگ وی به بازوی راست آندره رنارد تبدیل شد و اعتصاب‌های سال‌های ۱۹۵۰، ۱۹۵۷ و ۱۹۶۰ را برنامه‌ریزی کرد.